# Signy-le-Petit
Signy-le-Petit é uma comuna francesa na região administrativa de Grande Leste, no departamento das Ardenas. Estende-se por uma área de 38,72 km², com 1 314 habitantes, segundo os censos de 1999, com uma densidade de 33 hab/km².